# 京成バス千葉イースト成田営業所
京成バス千葉イースト成田営業所（けいせいバスちばイーストなりたえいぎょうしょ）は、千葉県成田市吉倉にある京成バス千葉イーストの営業所。旧・千葉交通の営業所。
本項では佐原車庫と竜角寺台車庫についても述べる。

## 沿革
路線バスの利用者が多かったいわゆる路線バス黄金期には、千葉交通の佐原営業所と小見川営業所が存在していた。しかし、北総及び東総地域でもモータリゼーションの進展、過疎化の進行などとともに一般路線の短縮及び廃止が昭和50年代以降行われるようになってきた。そのなかで、前記の佐原営業所及び小見川営業所は、成田営業所に所属する車庫へと格下げになっている。現在でもこれらは、広大な用地が広がっており、元営業所であった事を偲ばせている。また、成田営業所本所でも多くの路線が短縮されている。これらの傾向は平成に入ってもさほど変わらず、1991年（平成3年）から1992年（平成4年）の頃の大幅な路線整理、規制緩和以降の千葉県バス対策地域協議会への路線退出意向の提出などが行われてきている。
このような状況の中、成田営業所にとって一般路線で大きなウェイトをもつようになったのは、JR成田駅西側に開発された成田ニュータウンへの旅客輸送である。1960年代から開発が進められたもので、1980年代には人口が3万人を越える様になり、バス需要も大きいものとなっている。
2008年（平成20年）2月に、営業所を成田市花崎町から成田市吉倉に移転した。
長らく千葉交通の営業所であったが、2025年（令和7年）4月1日に行われた京成グループのバス事業再編に伴い、京成バス千葉イーストの営業所となった。営業所名は旧・千葉交通時代と同じである。

## 現行路線

### 成田地区

#### 京成成田駅（西口）発着

##### 吉岡線
- 京成成田駅 - 野毛平 - 十余三 - 吉岡 - 大栄支所 - 桜田権現前 - 佐原駅 - 粉名口車庫
- 京成成田駅 - 野毛平 - 十余三 - 吉岡 - 大栄工業団地 - 大栄支所 - 桜田権現前 - 佐原駅 - 粉名口車庫
- 京成成田駅 - 野毛平 - 十余三 - 吉岡 - 大栄支所 - 桜田権現前 - 佐原駅
- 京成成田駅 - 野毛平 - 十余三 - 吉岡 - 大栄工業団地 - 大栄支所 - 桜田権現前 - 佐原駅
- 京成成田駅 - 野毛平 - 十余三 - 吉岡 - 大栄支所 - 桜田権現前
- 京成成田駅 - 野毛平 - 十余三 - 吉岡 - 大栄支所

成田市から国道51号線を通って香取市（旧・佐原市）に向かう。途中、成田国際空港B滑走路北端の十余三地区を通る。鹿島線開通前は関東鉄道と共同で成田 - 佐原 - 鹿島バスターミナルを運行していた。
成田と佐原の間には国鉄成田線に並行する神崎線もあったが、こちらは線路から離れる旧大栄町と成田市中心部、佐原を結ぶ生活路線として継続されている。
最近まで一部の便に「吉岡：桜田：佐原粉名口（または桜田：吉岡：京成成田駅）」と経由地を表示する車両があったが、これが神崎線の名残である（後述）。

##### 住野線
- 京成成田駅 - 並木町 - 七栄四ツ角 - 中沢新田 - 住野四ツ角 - 八街駅
- 京成成田駅 - 並木町 - 七栄四ツ角 - 富里高校 - 中沢新田 - 住野四ツ角 - 八街駅
- 中沢新田→七栄四ツ角→並木町→京成成田駅
- 京成成田駅 - 並木町 - 七栄四ツ角 - 富里高校
- 京成成田駅→並木町→七栄四ツ角→両国栄町→南小学校（並木・両国線）
- ファミリータウン富里→七栄四ツ角→並木町→京成成田駅（並木ＦＴ線）

国道409号を経由して成田市・富里市・八街市を結ぶと共に、県立富里高校への通学にも利用される。過去には、この系統の最終バスが京成成田駅東口 - 久能 - 七栄四ツ角 - 中沢新田という経路で運行されていた。
成田駅発最終の富里高校行の後に下記の久能両国線に乗り入れる形で運行している（平日2本、土曜休日は1本のみ）。

##### 本城台線
- 京成成田駅 - 並木町 - 七栄四ツ角 - （末廣農場） - 本城台団地入口 - 三里塚南 - プロロジスパーク成田1
  - 2006年（平成18年）9月16日に経路変更。京成成田駅 - 三里塚 - 成田空港、京成成田駅 - 三里塚 - 本城台団地入口を廃止。
  - 2022年（令和4年）6月5日、日中の一部便が末廣農場への乗り入れを開始[5]。

##### イオン線
- 京成成田駅 - イオンモール成田（直行）
- 京成成田駅 - 幸町 - 土屋 - イオンモール成田

2000年（平成12年）3月18日にオープンしたイオンモール成田（開店当初はイオン成田ショッピングセンター）への連絡バスで、特に京成成田駅系統は日中10～20分間隔（1時間におおむね4～5本）で運転され、旧・千葉交通の一般路線中最も多くの乗客と収益を上げるまでに成長した。場合によっては臨時便が増発されるほどである。京成成田駅からのバスは直行のみであったが、2006年12月から竜台線の廃止に伴い、一部便を各駅停車化することとなった。また、成田山新勝寺表参道で交通規制が実施される場合は日中時間帯のみもしくは終日に亘り迂回運行となり、迂回便は全便直行便となる。

##### 成田メモリアルパーク線
- 京成成田駅 - 成田メモリアルパーク(直行）

メモリアルパークへの直行バスである。このため、設定される時期は、土・日・祝日と墓参りに訪れる人の多い彼岸および盆の時期となっている。

#### JR成田駅（東口）発着

##### 日赤・そよら成田ニュータウン線
- JR成田駅 - 日赤病院 - 橋賀台 - そよら成田ニュータウン
  - 2023年（令和5年）7月1日：八代線の一部区間（はなのき台 - 成田湯川駅）廃止に伴い、路線名を変更。

##### 甚兵衛線
- JR成田駅 - 日赤病院 - 公津の杜駅 - 宗吾霊堂

平成初期頃には、甚兵衛機場から安食駅まで行っていた。2007年（平成19年）10月1日には宗吾霊堂まで運転区間が短縮された。運転本数も徐々に削減が行われ、現在は1日3往復である。なお、平日1回のみ公津の杜駅を経由しない便が運行されていたが、こちらも廃止されている。
宗吾霊堂で祭事が催される時は臨時便も設定されるが京成成田駅発着となる。

##### 国際医療福祉大学成田病院線
- JR成田駅 - (京成成田駅東口) - 日吉台入口 - 日吉台一丁目 - 東和田入口 - 日吉倉坂下 - 太子幼稚園 - 日吉倉南口 - 久能西口 - 大学病院 - 病院南

成田空港営業所（旧・成田空港交通）との共管、およびJRバス関東との共同運行。成田営業所の運行は往路9本、復路6本の設定。復路のみ京成成田駅に停車する。

#### 京成成田駅東口発着

##### 日吉台線
- 京成成田駅東口 - 日吉台車庫

富里市北部に開発された日吉台ニュータウンと、最寄りの京成成田駅を結ぶ。日中1時間に2本程度の運行がある。成田日赤病院通院客や買い物客の為に、京成成田駅東口から先、JR成田駅、京成成田駅経由で八代線へ直通したうえで、成田湯川駅やボンベルタまで運行されていたが、2023年（令和5年）6月30日をもって直通運行を終了した（八代線参照）。

##### 久能・両国線
- 京成成田駅東口 - 久能 - 七栄四ツ角 - 両国栄町 - 南小学校
- 京成成田駅東口 - 久能 - 七栄四ツ角 - 両国栄町 - 南小学校 - ハニワ台車庫
- 富里高校→七栄四ツ角→久能→京成成田駅東口
- 京成成田駅東口 - 久能 - 七栄四ツ角 - ファミリータウン富里（久能ＦＴ線）

2005年（平成17年）4月1日：両国線（※）の武州 - 八街駅、武州 - 高根病院を短縮する。
京成成田駅から久能、七栄四ツ角、富里市役所を経由して両国方面へ向かうバスである。同年3月までは、武州バス停から実の口を経由して八街駅までおよび武州から高根病院まで向かっていた。武州 - 八街駅、武州 - 高根病院間は赤字区間であったため、千葉県生活交通地域協議会で路線の存続に向けた協議を八街市、富里市と行ってきた。しかしそれが不調に終わったため、2004年（平成16年）9月30日付で千葉交通が当該区間の廃止届けを提出し、2005年（平成17年）3月30日の運行をもって武州 - 八街駅などを廃止した。
廃止区間の一部は富里市循環バス（さとバス）十倉循環線で代替されたが、2015年（平成27年）4月からデマンド交通（乗合タクシー）に切り替えられ、市外在住者の利用はできなくなった。

##### 教習所東線
- 京成成田駅東口 - 日吉台小学校 - 教習所東 - ベイシア富里店
- 京成成田駅東口 - 日吉台小学校 - 教習所東
  - 2006年（平成18年）4月5日：路線を新設する。
  - 2009年（平成21年）2月1日：ダイヤ改正に伴い、一部の便に限り教習所東 - ベイシア富里店間が延伸される。
  - 2021年（令和3年）11月1日：運行経路を日吉台4丁目経由から日吉台メイン通り経由に変更[6]。

なお、ベイシア富里店が休業の場合も教習所東までの運行になる。

##### 野毛平工業団地線
- 京成成田駅東口 - 野毛平工業団地第五
  - 2005年（平成17年）4月1日：運行開始。

大室線の名残で、運行は平日の通勤時間帯のみである。

##### ジョイフル本田・ベイシア線
- 京成成田駅東口 - 日吉台小学校 - ジョイフル本田 - ベイシア富里店
  - 2021年（令和3年）11月1日：運行開始[6]。

#### JR成田駅西口発着

##### 吾妻線
- JR成田駅西口 - そよら成田ニュータウン - 消防署前 - 吾妻ショッピングセンター - 成田湯川駅
- JR成田駅西口 - そよら成田ニュータウン - 消防署前 - 吾妻ショッピングセンター - 成田北高校
- 消防署前→そよら成田ニュータウン→JR成田駅西口
  - 2010年（平成22年）7月17日：京成電鉄成田空港線（成田スカイアクセス線）成田湯川駅の開業に伴い、湯川車庫から同駅まで延伸。

##### 中台線
- JR成田駅西口 - 中台 - 成田北高校 - 成田湯川駅
- JR成田駅西口 - 中台 - 成田北高校

##### はなのき台線
- JR成田駅西口 - 加良部 - 西中学校 - 橋賀台 - はなのき台
- 西中学校→加良部→JR成田駅西口

##### 美郷台線
- JR成田駅西口 - 美郷台 - 大谷津球場 - 竜角寺台車庫
- JR成田駅西口 - 美郷台 - 大谷津球場 - 成田病院 - 竜角寺台車庫
- JR成田駅西口 - 美郷台 - 大谷津球場 - 竜角寺台車庫 - 房総のむら（臨時便のみ）
- JR成田駅西口 - 美郷台 - 大谷津球場 - 成田病院
- JR成田駅西口 - 美郷台 - 大谷津球場

2015年（平成27年）4月から成田病院経由・発着となる便が設定された（経由しない便もある）。春季から秋季の土休日には、往路朝2本、復路夕3本が房総のむらまで延長運転される。

##### 公津の杜線
- 公津の杜駅 - 飯田新田 - 保健福祉館 - 湯川 - 成田湯川駅
- 公津の杜駅 - 飯田新田 - そよら成田ニュータウン - 保健福祉館 - 湯川 - イオンモール成田
  - 2016年（平成28年）3月26日：運行開始[8]。
  - 2021年（令和3年）3月27日：一部便をイオンモール成田へ延伸[9]。
  - 2024年（令和6年）7月17日：イオンモール便について、そよらの地元住民向けプレオープン日であるこの日に「ボンベルタ」→「そよら成田ニュータウン」にバス停名改称したことにあわせ、そよら成田ニュータウン経由に変更。成田湯川駅便については、そよら成田ニュータウンは経由しない[10]。

成田ニュータウン地区からのアクセスが無かった公津の杜駅まで結ぶバス。概ね70分に1本程度の運行。

#### 安食駅発着

##### 竜角寺台線
- 安食駅 - 酒直台二丁目 - 房総のむら - 竜角寺台車庫
- 安食駅 - 栄町役場 - 酒直台二丁目 - 房総のむら - 竜角寺台車庫

2018年（平成30年）4月より千葉交タクシー（現・京成タクシー成田）に委託運行されている。

##### イオン安食線
- 安食駅 - 酒直台 - 竜角寺台 - イオンモール成田

2019年（令和元年）6月10日以降は運休中。

#### その他

##### イオン成田空港シャトルバス
- イオンモール成田 - 成田空港第2ターミナル - 成田空港第1ターミナル - イオンモール成田

2012年（平成24年）11月23日付けで成田空港への直行便の運用を開始。成田市観光循環バスで使用していたレトロバスを使用していたがトラブルがあり現在はノンステップバスで運行。空港内のみの利用はできない。
2024年（令和6年）6月1日より当面の間運休中。イオンモール成田と成田空港間のバスは、同日付でイオンモール成田への乗り入れを開始した、多古営業所が管轄する横芝光号成田便で代替される。

##### ボンベルタお買い物バス
- 公津の杜コース：崋の湯（スーパー銭湯） - 公津の杜駅 - ボンベルタ
- 成田ニュータウンコース：ボンベルタ→玉造→中台→ボンベルタ（片周り循環）
  - ボンベルタ百貨店のリニューアルオープンに伴い、2012年（平成24年）5月2日運行開始。ボンベルタを含めない区間の利用はできない。
  - 2020年（令和2年）6月1日より運行休止中[14]。前述のそよら成田ニュータウンへのリニューアル後も、運行休止が継続している。

### 香取市（佐原区・小見川区）循環バス
- 佐原市（現・香取市）の委託により実証運行している路線。北部の北佐原・新島地区で運行している。それ以外の地域はこれまで路線バス自体が走っていなかった地域である。

### 高速バス
- ONライナー号（大宮・さいたま新都心 - 成田空港線）（西武観光バス、東武バスウエスト、国際興業、京成バスと共同運行。2009年までジェイアールバス関東も共同運行に参加）
- 坂戸・川越 - 成田空港線（川越観光自動車、東武バスウエストと共同運行）
- マロニエ号（宇都宮・鹿沼 - 成田空港線）（関東自動車と共同運行）
- メープル号（太田・大泉・館林 - 成田空港線）（関東自動車と共同運行）
- サルビア号（桐生・足利・佐野 - 成田空港線）（関東自動車と共同運行）
- アザレア号（前橋・高崎 - 成田空港線）（関越交通と共同運行）
- しらこばと号（新越谷・草加 - 成田空港線）（東武バスセントラルと共同運行）
- ローズライナー（日立・勝田・水戸 - 成田空港線）（茨城交通と共同運行）
- NATT'S（土浦・つくば - 成田空港線）（成田空港営業所〈旧・成田空港交通〉と共管、および関東鉄道との共同運行）
- アウトレットシャトル（酒々井プレミアム・アウトレット - 成田空港）
- 竜王・甲府・石和・一宮・勝沼～成田空港線（竜王・甲府・石和・勝沼 - 成田空港）（山梨交通と共同運行）

成田空港と山梨県甲州市・笛吹市・甲府市・甲斐市を結ぶ。運行回数は1日6往復（各社が1日3往復ずつ）。
路線沿革
- 2002年（平成14年）9月 - 竜王駅・甲府駅 - 成田空港間に1日4往復で運行開始。
- 2003年（平成15年）11月21日 - 1往復増発、5往復体制となる。
- 2004年（平成16年）11月1日 - 山梨学院大学に停車開始。
- 2004年（平成16年）12月10日 - ダイヤ改正により所要時間が短縮（最短で3時間40分→3時間20分）。
- 2005年（平成17年）9月1日 - 1往復増発、6往復体制となる。
- 2019年（令和元年）11月1日 - 1往復が東京ディズニーランド経由となる。

- 新浦安・東京ディズニーリゾート - 成田空港（京成バス千葉ウエスト〈旧・東京ベイシティ交通〉、東京空港交通と共同運行）
- 福島・郡山 - 成田空港
- 熊谷・鴻巣・久喜菖蒲バスターミナル - 成田空港（国際十王交通と共同運行）
- 早朝便高速バス（成田・佐倉→東京駅・浜松町BT）
  - 2019年（令和元年）6月15日より路線休止中[12]。
- 成田シャトル（大崎駅 - 成田空港 - 芝山町役場）（WILLER EXPRESS、京成バスと共同運行）

### 空港シャトルバス
芝山鉄道延伸連絡協議会の空港シャトルバス運行を受託している。
- 横芝光町・山武市・芝山町 - 成田空港第2旅客ターミナル

## 廃止・移管路線
全て旧・千葉交通時代に廃止または移管された路線である。なお、規制緩和以降の廃止路線は千葉県生活交通地域協議会で採用されている路線名で記すこととする。

### 成田地区
並木・両国線
・京成成田駅→並木町→七栄四ツ角→両国栄町→南小学校
並木・FT線
ファミリータウン富里東→七栄四ツ角→並木町→京成成田駅

#### 空港線
- 湯川車庫・JR成田駅 - 成田空港（国鉄バス→JR東日本バス→JRバス関東と共同運行）
- 湯川車庫 - 国道51号 - 成田空港（国鉄バス→JR東日本バス→JRバス関東と共同運行）

成田空港開港の翌日、1978年（昭和53年）5月21日付けで運行開始。成田新幹線による空港ターミナル直下乗り入れの夢を諦められなかった日本国有鉄道（国鉄）主導で企画された鉄道先行路線で、国鉄は八日市場自動車営業所の下に成田支所を設けて運行にあたらせた。
開設当時、成田ニュータウン発着の12往復は中台車庫（現在のファミリーマート成田ニュータウン中央店の場所にあった。かつては現在の中台ショッピングセンターの前での折り返しだった）を起終点とし、全て成田山門前を経由していた。国道51号線を経由する急行線は既存の停留所の無い場所を走る短絡線的な路線であった。
1987年（昭和62年）の国鉄分割民営化で国鉄担当便がJR東日本に承継、さらに分社化によりJRバス関東へ渡った。1991年（平成3年）のJR成田線空港第2ビル駅、成田空港駅開業により鉄道先行の役割を終えたJRバス関東が撤退、千葉交通単独で引き継いだが同時に乗り入れた京成本線特急が20分間隔で運行していて競合になり、1990年代のうちに廃止となった。なおJRバス関東成田支所は1992年（平成4年）に八日市場営業所本体に吸収、閉鎖されている。

#### 松崎線
- ダイエー成田店（現・日吉台入口） - 京成成田駅 - 日赤病院 - 橋賀台 - 八代 - 松崎保育園 - 下総松崎駅

1968年（昭和43年）に運行開始。当時は成田ニュータウンが造成中だったため、途中の成田市立西中学校への通学路線の意味合いが強かったようである。1980年のダイエー成田店開店後は同地を始発とし、1991年（平成3年）9月23日限りで廃止された。
- 京成成田駅 - 幸町 - 郷部 - 北山口 - 松崎保育園 - 下総松崎駅

こちらは京成成田駅から表参道を経由し千葉県道18号を西進する路線。前者開通以前はこちらがメインだった可能性あり。1988年（昭和63年）9月23日限りで廃止されている。

#### 七曲線
- 京成酒々井駅 - 京成成田駅

京成電鉄佐倉営業所（現・ちばグリーンバス→京成バス千葉イースト佐倉営業所）との共同運行で千葉駅まで行っていた千葉線が由来。その後国鉄佐倉駅で分割されて千葉交通単独の佐倉線となり、1987年（昭和62年）に京成酒々井駅で再度分割して酒々井駅以南も京成電鉄に渡る。2001年（平成13年）4月15日限りで廃止された。

#### 全日空ホテル・マロウド線
- JR成田駅 - 全日空ホテル・マロウド

1991年（平成3年）7月25日、湯川車庫・JR成田駅 - 東急イン・全日空ホテル・ホリデイイン東武線として開設。市街地から各ホテル間のシャトル需要を見込んで開設され、2人掛けシートの並ぶ専用の車両を5台新調した。
その後、両総観光が各ホテルと契約して無料送迎バスを運行することになり、2001年（平成13年）5月15日限りで有料の一般路線バスは廃止された。現在は、JR成田駅3・4番のりば発着で各ホテルへ無料バスが運行されている。

#### 公津の杜線
- JR成田駅西口 - 公津の杜駅
  - 2002年（平成14年）12月1日：路線を廃止する。

#### 三里塚芝山線
- 京成成田駅 - 三里塚 - 芝山役場 - 芝山仁王尊

2002年（平成14年）の芝山鉄道線開業で意味を失ったと判断し、2003年（平成15年）9月15日限りで廃止。末期は1日に3本程度の運転であった。その後、芝山千代田駅で接続する芝山ふれあいバスが設けられ、芝山仁王尊へのバスは復活した。

#### 三里塚ハニワ台線
- 京成成田駅 - 三里塚 - ハニワ台団地
  - 2003年（平成15年）9月16日：路線を廃止する。

#### 北大和線
- 京成成田駅 - 北大和 - ハニワ台団地

2003年（平成15年）9月15日限りで廃止、富里市循環バス根木名循環線で代替。その後、デマンド交通（乗合タクシー）に切り替えられ、事前登録をした富里市民以外は利用できなくなった。

#### 八街ハニワ台線
- 八街駅 - ハニワ台車庫

2003年（平成15年）9月30日限りで廃止、富里市循環バス十倉循環線で代替。その後、デマンド交通（乗合タクシー）に切り替えられ、事前登録をした富里市民以外は利用できなくなった。

#### 日赤病院シャトルバス
- 湯川車庫 - 中台 - 加良部 - 日赤病院
  - 2001年（平成13年）5月16日：路線を新設する。
  - 2003年（平成15年）9月16日：路線を廃止する。
    - 中台、加良部地区から日赤病院への直行路線として平日と土曜の日中に設定されていた路線である。

#### 大室線
- 京成成田駅 - 久住第二小学校

成田市コミュニティバス大室ルートの実証運行開始に伴い、2005年（平成17年）3月31日限りで廃止。2006年（平成18年）12月1日付で小泉・大室ルートとして本格運行に移行した。

#### 文化会館線
- 京成成田駅 - 成田国際文化会館

成田市コミュニティバス実証運行開始に伴い、2005年（平成17年）3月31日限りで廃止。

#### 小泉線
- 京成成田駅東口 - 野毛平 - 大室台 - 芝地蔵 - 京成成田駅東口

成田市コミュニティバス小泉ルートの実証運行開始に伴い、2005年（平成17年）3月31日限りで廃止。2006年（平成18年）12月1日付で小泉・大室ルートとして本格運行に移行した。

#### 神崎線・滑河線
- 京成成田駅 - 滑河 - 神崎 - 佐原駅 - 粉名口車庫
- 京成成田駅 - 宝田小橋 - 滑河駅
- キラ化粧品前 - 神崎 - 佐原駅 - 粉名口車庫

京成成田駅 - 滑河 - 神崎 - 佐原駅 - 佐原粉名口を結ぶ路線として開通した神崎線がルーツだったが、1997年（平成9年）に途中のキラ化粧品前（神崎） - 滑河駅間が廃止されて佐原粉名口 - キラ化粧品前（神崎線）と京成成田駅 - 滑河駅（滑河線）に分割された。
神崎線は2002年（平成14年）3月31日限りで廃止となり、一部区間が神崎町循環バス『キラキラ号』に移行。滑河線は2005年（平成17年）3月31日限りで千葉交通が撤退、成田市コミュニティバス水掛ルートに移行した。

#### 加良部線
- JR成田駅西口 - 加良部 - 橋賀台 - ボンベルタ

成田ニュータウンへの路線の一つだったが、2006年（平成18年）5月15日付けではなのき台線に代替されて廃止。

#### 竜台線
- 京成成田駅 - 長沼 - 竜台 - 突合

成田市コミュニティバス豊住ルートの開設に伴い、2006年（平成18年）11月30日限りで廃止。
以前はさらに長豊橋を越えて茨城県稲敷郡河内町突合まで運行されていた。千葉交通では数少ない茨城県への乗り入れだった。

#### 甚兵衛線（一部区間の廃止）
- 成田山門前 - 京成成田駅 - 日赤病院 - 公津の杜駅 - 宗吾霊堂 - 甚兵衛渡し - 甚兵衛機場
- 京成成田駅 - 日赤病院 - 宗吾霊堂 - 甚兵衛渡し
- 甚兵衛渡し - 安食駅

成田市コミュニティバス北須賀ルートの運行開始に伴い、2007年9月30日限りで宗吾霊堂から先の区間を廃止。

#### 酒々井プレミアムアウトレット線
- 榎戸駅北 - 八街駅 - 文違三叉路 - 酒々井プレミアム・アウトレット
  - 2013年（平成25年）4月20日運行開始。土曜・休日のみ運行。1日4往復。同年9月29日に廃止された。

- 京成成田駅 - 公津の杜駅 - 酒々井プレミアム・アウトレット
  - 2013年（平成25年）4月20日、JR成田駅西口発着路線として運行開始。2014年4月19日より京成成田駅発着にルートを変更。アウトレット行きは途中バス停での降車不可、アウトレット発は途中バス停での乗車不可のクローズドドアシステム。土曜・休日のみ運行。1日4往復。2014年（平成26年）9月15日に廃止された。

ボンネットバス：成田山門前 - 宗吾霊堂線
※：2008年（平成20年）11月9日 - 11月23日の期間運行。
成田山門前 - JR成田駅 - 京成成田駅 - 宗吾霊堂（記載の停留所のみ停車）
千葉交通の創立100周年を記念し、前身の成宗電気軌道ゆかりのルートを銀バス塗装に復元したボンネットバス車両（いすゞ・BXD30）を使用して運行する。

#### イオン富里線
- 富里農協・富里市役所 - イオンモール成田
  - 2006年（平成18年）9月16日運行開始、2014年（平成26年）12月23日廃止。

#### サークルバス
- イオンモール成田 - 成田空港周辺ホテル（ホテルマイステイズプレミア成田・ヒルトン成田・ANAクラウンプラザホテル成田・ホテル日航成田・成田東武ホテルエアポート・マロウドインターナショナルホテル成田）
- 成田駅→成田空港周辺ホテル ※朝1本のみ

成田空港交通（現・京成バス千葉イースト成田空港営業所）との共同運行。この路線に限り、PASMOなどの交通系ICカードは利用できなかった（カードリーダー搭載車両であっても使用停止とされていた）。2002年（平成14年）4月の運行開始当初は、成田空港周辺ホテルからボンベルタ百貨店・ユアエルム成田・成田山入口など、成田市内の各種集客スポットを結んでいた。しかし利用者の減少が著しかったため、2018年（平成30年）6月よりイオンモール成田とホテルを結ぶルートのみに縮小した後、2019年（令和元年）7月16日に全線が廃止された（7月15日の終バスをもって旅客営業を終了）。

##### ジョイフル本田ファミリータウン線
- JR成田駅 - 京成成田駅東口 - ジョイフル本田 - 七栄四ツ角 - ファミリータウン富里
  - 1日3本の設定。JR成田駅からの発着だが1月の初詣時期は京成成田駅東口発着となっていた。
  - 2023年（令和5年）6月30日廃止[17]。

##### 中央通り線
- JR成田駅西口 - 成田郵便局 - 玉造五丁目 - 成田湯川駅
- JR成田駅西口 - 成田郵便局 - 玉造五丁目
- JR成田駅西口 - 成田郵便局
  - 2011年（平成23年）3月12日：路線を新設する。
  - 2023年（令和5年）6月30日：路線廃止[18]。

##### 八代線
- JR成田駅 - 日赤病院 - 橋賀台 - 八代 - 成田湯川駅
- JR成田駅 - 日赤病院 - 橋賀台 - はなのき台 - 八代 - 成田湯川駅
- 日吉台車庫 - 京成成田駅東口 - JR成田駅 - 日赤病院 - 橋賀台 - 八代 - 成田湯川駅
- 日吉台車庫 - 京成成田駅東口 - JR成田駅 - 日赤病院 - 橋賀台 - はなのき台 - 八代 - 成田湯川駅
- 日吉台車庫 - 京成成田駅東口 - JR成田駅 - 日赤病院 - 橋賀台 - ボンベルタ
- JR成田駅 - 日赤病院 - 橋賀台 - はなのき台
- 日吉台車庫 - 京成成田駅東口 - JR成田駅 - 日赤病院 - 橋賀台 - はなのき台
  - 2010年（平成22年）7月17日：京成成田空港線（成田スカイアクセス線）成田湯川駅の開業に伴い、湯川車庫から同駅まで延伸。
  - 2023年（令和5年）6月30日：はなのき台入口 - 成田湯川駅間の路線廃止[19]。

JR成田駅始発で京成成田駅を経由して運行。復路（成田行）は京成成田駅止になる。2018年（平成30年）のダイヤ改正で大半の便がボンベルタ、はなのき台発着になり、八代経由で成田湯川駅まで運行するのは1日4往復となっている。2023年（令和5年）6月末をもって、はなのき台、成田湯川駅方面への運行を終了。JR成田駅 - 日赤病院 - 橋賀台の区間については、日赤・ボンベルタ線として存続、JR成田駅から橋賀台・はなのき台へは、加良部・橋賀台線が引き続き運行されている。

### 佐原・小見川地区

#### 山倉線
- 小見川駅 - 九十九塚 - 山倉

2002年（平成14年）3月31日限りで千葉交通が撤退、山田町町内循環バスに代替された。2006年（平成18年）の合併により、香取市へ引き継がれた。

#### 府馬線
- 小見川駅 - 旭駅 - 旭農高

#### 大倉線
- 粉名口車庫 - 佐原駅 - 大倉 - 小見川駅

#### 神里線
- 粉名口車庫 - 佐原駅 - 神里 - 小見川駅

以上3路線は銚子営業所旭車庫に移管。

### 高速・空港リムジンバス
- フォレスト号：深谷・籠原・熊谷・森林公園 - 成田空港（十王自動車＝現・国際十王交通伊勢崎営業所→国際十王交通熊谷営業所と共同運行。2011年9月まで東京空港交通成田運行事業所も共同運行に参加）

2014年（平成26年）11月30日限りで休止扱いとなったが、2017年(平成29年)10月19日から、ルートを変更し、熊谷駅、鴻巣駅、久喜市菖蒲バスターミナルから圏央道経由の成田空港行きを運行する。(旧フォレスト号と同様に国際十王交通熊谷営業所と共同運行)
- 匝瑳市役所・八日市場駅・多古台バスターミナル・航空科学博物館・富里BT - 東京駅（銚子営業所と共管、JRバス関東と共同運行）

2021年4月1日のダイヤ改正より、成田営業所担当便について多古営業所へ移管された。

## 車両
成田営業所
- 一般路線車に関しては古くから日野+日野車体を採用していたが、旭営業所から転属してきた14-20のみいすゞ+富士であった（千葉交通でもこの組み合わせはこの車のみ）。高速路線車と貸切車は古くから三菱ふそう製を使用してきた。
- 現在はほとんどの一般路線車が日野自動車製（主にレインボー・ブルーリボン）で、一部に三菱ふそう製のエアロミディが存在する。高速路線車と貸切車は三菱ふそう製（主にエアロエース・エアロバス）が多いが、近年では日野自動車製（2代目セレガ）も多く導入されている。
- 近年では一般路線車の新車はすべて成田営業所に導入され、新車によって押し出された既存車を銚子営業所や多古営業所に転属させている。
- 2018年には創立110周年を記念し、かつての銀色ベースのカラーリング（銀色ベースに赤いラインを入れ、車体下部を紺色とした塗装。現在の南国交通の塗装と同様）を施した新車を3台導入した。
- 成田国際空港開港に際して昭和53年に日野REを納入しているが、二期に分かれて納入されたようで丸インパネ+3本スポークハンドルの車と台形インパネ+2本スポークハンドルの冷房車が同じ年式で存在していた。
- 特に後者は日本航空の契約輸送に使用された後路線に転用された、千葉交通の路線車としては初の冷房車である。
- 大室線（コミュニティバスに代替）や松崎線（廃止）等の狭隘路線を受け持っていたことから中型車も多く、RLやRJも多く所属していた。
- 成田国際空港内で日本航空の業務連絡バスを運行しており、専用カラーのブルーリボンシティ（ツーステップ車）が在籍する。

佐原車庫（旧佐原営業所）
- 路線車は三菱+呉羽が中心だが、1990年代初めまでは前後扉の日野+日野車体のREも在籍していた。現在は成田営業所と同じく、日野自動車製が中心である。
  - 1984年から1985年にかけて集中的にP-MK116Jが導入される。
  - だが1988年にP-MK117Jが1台導入されて以降は長く新車が入らない時期があった。